# Armand Massard
Armand Émile Nicolas Massard (* 1. prosince 1884, Paříž, Francie – 9. dubna, 1971, Paříž) byl francouzský sportovní šermíř, novinář a politik.
Byl synem politika a novináře Émile Massarda. V roce 1909 vyhrál soutěž kordistů na La Grande semaine des armes, v roce 1914 zvítězil na otevřené soutěži šermířů v Nice. Bojoval v první světové válce, byl zraněn a obdržel Válečný kříž a Řád Čestné legie.
Na Letních olympijských hrách 1920 získal zlatou medaili v kordu jednotlivců a s francouzským družstvem kordistů skončil na třetím místě. Na Letních olympijských hrách 1924 obsadil v soutěži jednotlivců páté místo a v soutěži družstev nestartoval. Na Letních olympijských hrách 1928 zkompletoval medailovou sbírku stříbrem z týmové soutěže, mezi jednotlivci vypadl v semifinálové skupině.
Byl redaktorem deníků Le Figaro a La Liberté. Ve třicátých letech byl místopředsedou pařížské městské rady, zvoleným za Fédération républicaine. Byl také sportovním funkcionářem, založil pařížskou šermířskou federaci a později stál v čele Francouzské šermířské federace. V letech 1933 až 1967 byl předsedou Francouzského olympijského výboru, působil také ve vedení Mezinárodního olympijského výboru a zasadil se o přidělení Zimních olympijských her 1968 Grenoblu.
Posmrtně mu byl udělen titul Gloire du sport. Jeho jméno nese plavecký stadion Piscine Armand-Massard v Paříži. Také je po něm a jeho otci pojmenována ulice Avenue Émile-et-Armand-Massard v Quartier de la Plaine-de-Monceaux.